# Longxu Gou
Longxu Gou (chinesisch 龙须沟 ‚Drachenbartgraben‘) ist eine breite, dauerhafte Eisrinne im ostantarktischen Prinzessin-Elisabeth-Land. Sie liegt zwischen den Presseisrücken Huaidong Xueji im Osten und Tongji Bingji im Westen an der südöstlichen Flanke des Dålk-Gletschers.
Chinesische Wissenschaftler benannten sie 1993 im Zuge von Vermessung- und Kartierungsarbeiten.